# Bellingcat
Bellingcat (stylizováno bell¿ngcat) je nizozemský webový portál investigativní žurnalistiky zabývající se ověřováním informací pomocí veřejně přístupných zdrojů. Byl založen britským občanským žurnalistou Eliotem Higginsem, který se na objasňování mezinárodních incidentů zaměřuje.

## Historie
Eliot Higgins se jako nezaměstnaný otec v domácnosti roku 2012 začal zabývat syrskou občanskou válkou a údaje shromážděné z videí veřejně dostupných na YouTube publikoval na svém blogu pod přezdívkou Brown Moses. Přestože byl v oboru zbraní naprostý amatér a neznal arabštinu, byl schopen prokázat, že syrský režim Bašára Asada užívá kazetové bomby a chemické zbraně. Carole Cadllawadr v deníku The Guardian poukázala na to, že naše bezpečnost je v rukou občanských analytiků pracujících s veřejnými zdroji, jako je Bellingcat, spíše než v rukou vlád.
Za pomoci internetové platformy Kickstarter pro crowdfundingové financování projektů Higgins roku 2014 založil webové stránky Bellingcat pro investigativní práci s otevřenými zdroji. Od roku 2017 více než polovina jeho finančních zdrojů pochází z poplatků za workshopy, které pro zájemce pořádá v USA. K roku 2022 portál uváděl, že kolem 35 % zdrojů pochází z pořádání workshopů.

### Ocenění
- 2015 Eliot Higgins a Bellingcat, Hanns-Joachim-Friedrichs-Award
- 2017 Christiaan Triebert (Bellingcat), European Press Prize Innovation Award
- 2019 Bellingcat a The Insider (Rusko), Investigative Reporting Award – European Press Prize (za identifikaci agentů FSB, kteří se pokusili otrávit Sergeje a Julii Skripalovy)
- 2019 Bellingcat, €500,000 cash prize od Nationale Postcode Loterij of The Netherlands; peníze využil na zřízení evropské kanceláře v Haagu
- 2019 Bellingcat a Newsy, Scripps Howard Award for Innovation in investigative journalism, that sheds light on international conflict
- 2020 Bellingcat, Machiavelli Prize – Machiavelli Foundation, Netherlands

## Metody
Higgins začal analýzami videozáznamů ze syrské občanské války zveřejněných na YouTube. Roku 2014 publikoval přímé důkazy o užití chemických zbraní, když v místě útoku ukázal části kontejnerů na chlór i záběry lidí, jejichž příznaky odpovídaly otravě tímto plynem.
Roku 2016 zveřejnil zprávu o účasti ruského dělostřelectva na straně separatistů na Východní Ukrajině. Autoři využili satelitních snímků, dostupných údajů o dostřelu děl a výpočtů trajektorie střel a místa výstřelu z tvaru kráterů a rozptylu zeminy.
Bellingcat publikuje podrobné návody expertů, jak lze např. využívat geolokaci v kombinaci s dalšími databázemi k tvorbě interaktivních map. Porovnáváním satelitních snímků míst zasažených požáry v Kalifornii, kde se na místě domů objevují skvrny zuhelnatělých zbytků a vrstvy popela lze vytvořit nástroj, pomocí něhož je možné mapovat např. vypálené vesnice v místech zasažených etnickými konflikty v Africe nebo v Myanmaru.
V současnosti s Bellingcatem spolupracuje řada amatérských nadšenců, kteří poskytují doplňující informace, jimiž značně urychlují pátrání. V Rusku s Bellingcatem spolupracují např. petrohradské internetové noviny Fontanka, které přispěly k odhalení Internet Research Agency. nebo investigativní web The Insider. Hlavní činností investigativců je ověřování faktů. Při identifikaci agentů GRU, kteří se pokusili zavraždit Sergeje Skripala a jeho dceru, obdržel Bellingcat tip na učiliště ruských bezpečnostních složek na Dálném východě. Získal fotografie absolventů učiliště vyznamenaných za účast v Čečenské válce titulem Hrdina Ruské federace a kombinací slov ve vyhledávači našel jméno Anatolij Čepiga. Z uniklé databáze telefonů a od zdroje s přístupem k registru cestovních pasů získali pasovou fotografii Čepigy, kterou porovnali s fotografií zveřejněnou britskou policií. Při ztotožnění Čepigy byl mj. porovnáván např. tvar uší. Podle Fontanky navíc oba agenti GRU, kteří použili novičok v Salisbury, mají shodná čísla pasů, která se liší pouze na posledním místě a oba předtím často létali do Evropy.
Bellingcat spolu s Respektem a ruským webem The Insider identifikovali i třetího agenta GRU, vystupujícího pod falešným jménem Sergej Fedotov, který cestoval do Velké Británie zároveň s agenty Miškinem a Čepigou, ale jiným letem. Po atentátu na Skripalovy opustil Londýn a do Moskvy odcestoval z jiného evropského státu. Sergej Fedotov je ve skutečnosti vysoce postavený důstojník GRU Denis Vjačeslavovič Sergejev. Sergejev spolu s Miškinem navštívil také Prahu v lednu roku 2014. V Praze vystupovali pod svými krycími jmény. Přespali v centru města v Hybernské ulici ve čtyřhvězdičkovém hotelu Best Western Meteor Plaza v jednom společném pokoji. V době pobytu Skripala v Praze v říjnu 2014 přicestovali také oba agenti, Miškin a Čepiga, kteří se později pokusili Skripala zabít v Salisbury.
Podle Bellingcatu je třetí z agentů GRU, Denis Vjačeslavovič Sergejev, cestující pod jménem Sergey Vjačeslavovič Fedotov, spojen s podobnou záhadnou otravou z 28. dubna 2015 v Bulharsku. Tehdy byli na recepci v Sofii otráveni zbrojař a obchodník s vojenským materiálem Emilian Gebrev, jeho syn a jeden člověk z vedení firmy. Gebrev upadl do kómatu, ale po měsíční hospitalizaci se jeho stav zlepšil a byl propuštěn domů. Fedotov přiletěl 24. 4. do Burgasu a přesunul se odtud do Sofie, odkud měl zpáteční letenku do Moskvy na 30. 4. Tu ale nevyužil a v den atentátu 28. 4. večer odletěl do Moskvy z Istanbulu. Emilian Gebrev onemocněl znovu po propuštění z nemocnice koncem května 2015, kdy Fedotov opět pobýval v Sofii. Sergej Fedotov přiletěl z Moskvy do Sofie 24. května 2015 a zamluvil si zpáteční let na 28. 5., ale k odletu se nedostavil a nakonec odletěl 30. 5. ze sousedního Srbska. Gebrev uvedl jako možný důvod pokusu ho zavraždit jednak strategický význam jeho zbrojařské firmy, vyrábějící zbraně pro alianci NATO, jednak dodávku obranných systémů na Ukrajinu.

### Návody pro práci s otevřenými zdroji
Bellingcat na svých stránkách zveřejnil velmi podrobný návod jak pracovat se zdroji jako jsou satelitní snímky, streetview, geolokace, fotografie, videa, sociální sítě, IP adresy a webové stránky, údaje o dopravě, časové údaje a podobně. Kromě toho provádí workshopy zaměřené na analýzy digitálních dat (digital forensics workshops).

## Případové studie

### USAReally.com
Nově založený mediální kanál USAReally.com vypadá jako produkt optimalizovaného vyhledávače, který vykrádá etablované zpravodajské kanály a poté zprávy publikuje jako své vlastní. Budí podezření tím, že na stránce nejsou reklamy ani jiná známka komerčního financování. Podle analytika Bellingcatu Arica Tolera jde o další produkt petrohradské farmy trollů – Internet Research Agency. Svědčí pro to několik indicií. Dne 4. dubna 2018 bylo zaregistrováno anonymně celkem 9 domén (usareally.com, usareally.net, usareally.org, usareally.biz, usareally.us, usareally.space, americareally.info, usareally.info and usareally.ru). Zkoumání zdrojového kódu usareally.com ukazuje, že jeho Google Fonts API rozhraní má jako subset ke standardní latince nastavenu podporu pro azbuku, která se uživatelům nezobrazuje. Takové implicitní nastavení je charakteristické i pro jiná ruskojazyčná média.
Anonymizace registrátora nebyla dokonalá a u poslední domény usareally.ru bylo možno dohledat kontaktní adresu ředitele ruské agentury RIA FAN, která je produktem IRA: Evgenii Zubarev, Federalnoje agenstvo novostei, včetně adresy ul. V. Visnievskogo 18, Sankt-Petersburg, telefonního čísla a e-mailové adresy. FAN navíc v ruštině předem inzerovala, že se chystá založit zpravodajský kanál USA Really.

### Ilegální transportprekursorusarinu z Belgie do Sýrie
Po útoku sarinem na Khan Sheikhoun v Sýrii nalezla Organizace pro zákaz chemických zbraní (OPCW) v okolí stopy sarinu, k jehož výrobě byl užit isopropanol. Ten je od roku 2013 na sankčním seznamu a nesmí se vyvážet z EU. V otevřené databázi UN Comtrade, která vede evidenci obchodu mezi 170 zeměmi, je zaznamenán celkový export z EU do Sýrie ve výši 1,28 mil. kg, ale isopropanol je zařazen ve stejné kategorii jako propanol a nelze je odlišit. Z UN Comtrade databáze lze zjistit, že jedinou zemí EU, která tyto látky do Sýrie vyváží i po přijetí sankcí je Belgie. Ze tří belgických regionů pouze Flandry zveřejňují udělené exportní licence. Investigativní novinář Kristof Clerix proto s odvoláním na Freedom of Information Requests vznesl dotazy do Bruselu a Valonska a dostal potvrzení, že odtud chemikálie nepocházely. Agentura Essenscia, sdružující belgický chemický sektor, po dalším dotazu uvedla, že látku pravděpodobně nakoupila v zahraničí a vyvezla belgická obchodní firma a belgické celní úřady, které vývoz povolily, tuto informaci potvrdily. Přitom tvrdily, že považovaly isopropanol za běžnou chemikálii užívanou jako ředidlo. Případ, ve kterém figurují tři společnosti a dvě fyzické osoby, řeší soud v Antverpách.

### Dezinformace v souvislosti s napadením Ukrajiny v únoru 2022
Údajný atentát na velitele milic separatistické Doněcké republiky byl předem zinscenovaný a SPZ z jeho drahého UAZ Patriot byla předem umístěna na starý model UAZ, který byl zničen výbušninou. Video, na kterém bylo údajně nastraženo auto s výbušninami pod mostem, kudy měl přejíždět vlak s evakuovanými matkami a dětmi z Doněcka, bylo ve skutečnosti natočenou už 12. června 2019, jak bylo zjištěno z metadat. Metadata videa, na kterém je zachycen údajný útok polsky hovořících sabotérů kteří měli odpálit nádrže s chlorem poblíž města Gorlovka, bylo upraveno a obsahuje přidané záběry a také zvuk, který dříve doprovázel video na YouTube na záběrech z finské vojenské střelnice. Video, které měla nahrát kamera na helmě jednoho z ukrajinských vojáků při údajné sabotážní akci, bylo podle přesné geolokace ve skutečnosti natočeno na hranicích separatistického území a Ruska. Na záběrech, které mají ukázat muže, jemuž střepina údajně utrhla část nohy, jsou viditelné úchyty pro protézu, které dokládají, že o nohu přišel již v minulosti. Eliot Higgins to označil za "jedny z nejidiotštějších dezinformačních pokusů, jaké kdy viděl.“
V červenci 2022 tuto organizaci dozorový úřad Roskomnadzor označil za nežádoucí.